# Luigi Nono

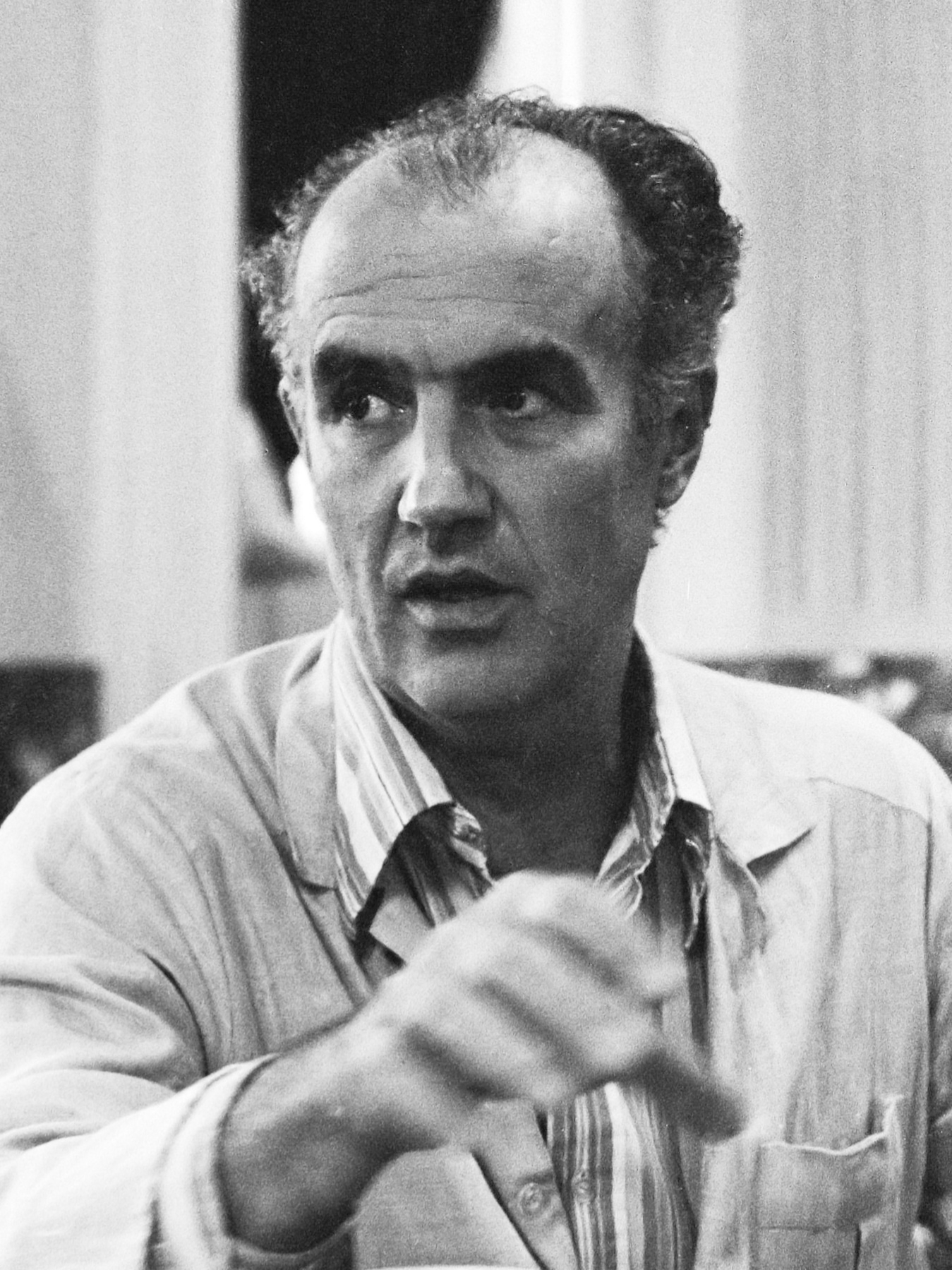
Luigi Nono 1979.

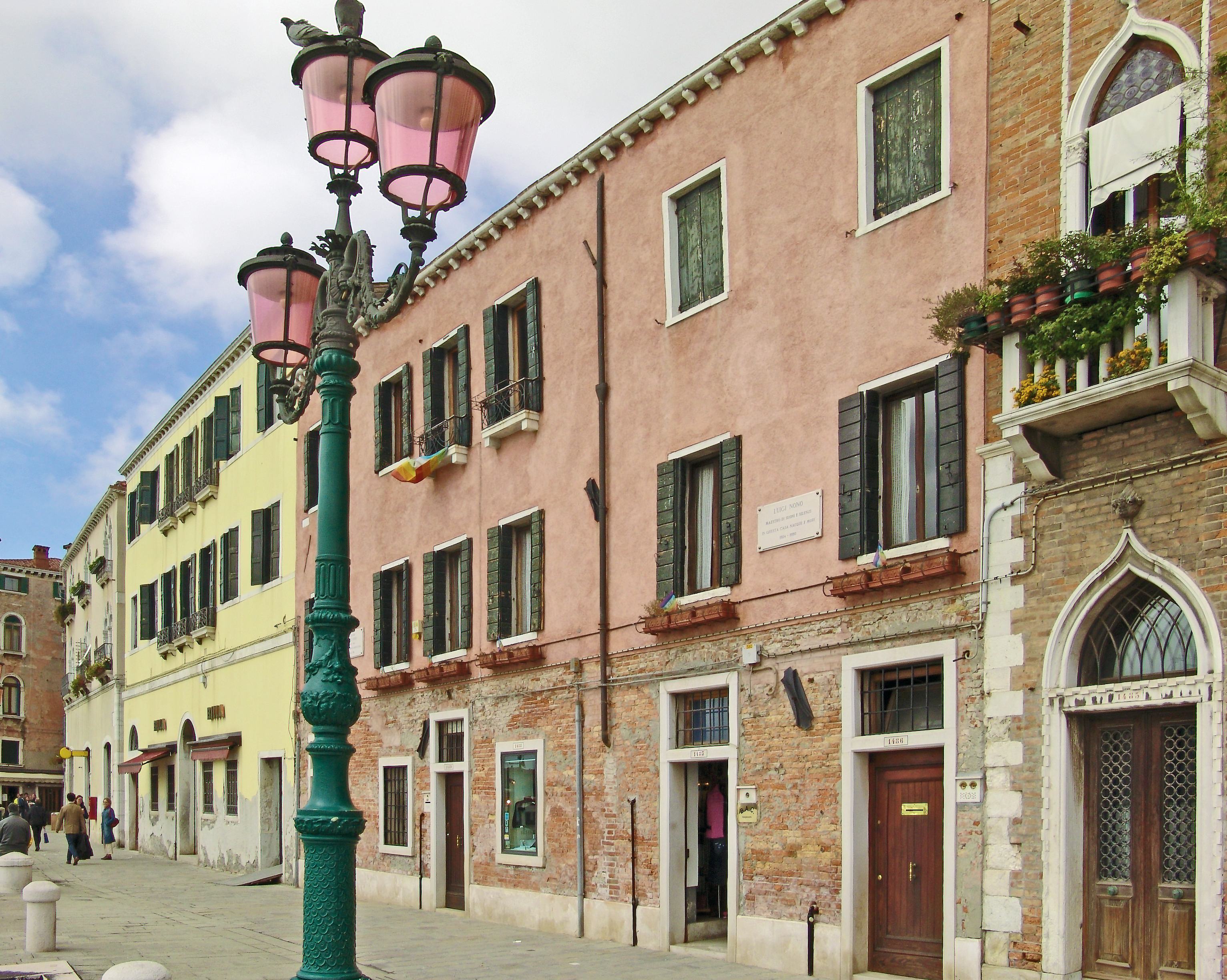
Luigi Nonos hem.

Luigi Nono, född 29 januari 1924 i Venedig, död 8 maj 1990 i samma stad, var en italiensk tonsättare. 

## Biografi
Med utgångspunkt i Anton Weberns musik utvecklade Nono ett eget tonspråk med bland annat seriell teknik. Senare övergav han den seriella tekniken. Nono var en förgrundsfigur inom den elektroniska och moderna instrumentala musiken. Han studerade komposition vid Venedig-konservatoriet först för Gian Francesco Malipiero, men fann hans musikaliska attityd för konservativ. Nono studerade vidare för Bruno Maderna och sedan dirigering för Hermann Scherchen. Vid denna period upptäckte han Schönbergs tolvtonssteknik och blev fascinerad av Arnold Schönbergs radikala idéer. Han besökte "Ferienkurse für neue Musik" i Darmstadt 1950, där han mötte tonsättare som Edgard Varèse och Karlheinz Stockhausen.
År 1955 gifte han sig med Schönbergs dotter. Verk från denna period innefattar Polifonica-Monodica-Ritmica (1951), Epitaffio per Federico García Lorca (1952-1953), La victoire de Guernica (1954) och Liebeslied (1954). I ökande takt motsatte han sig det analytiska tillvägagångssättet av serialism, med bevis i verk som: Incontri (1955), Il canto sospeso, (1955-1956), och Cori di Didone (1958). 
Nono var associerad med socialism. År 1952 anslöt han sig till kommunistpartiet. Hans avant garde-musik var en revolt mot den borgerliga kulturen. Som sådant, undvek han den mest normala konsertgenren med stor ynnest till opera och elektronisk musik, och försökte ta med musiken till fabriker. Han använde ofta tillflykt till politiska texter. Många av hans verk är öppet politiska: Il canto sospeso (1956), baserad på brev av krigets offer av förtryck, vilket gjorde honom berömd internationellt; Diario polacco (1958), Intolleranza 1960 (1961), La fabbrica illuminata (1964), Ricorda cosa ti hanno fatto ad Auschwitz (1966), Non consumiamo Marx (1969), Ein Gespenst geht um in der Welt (1971), Canto per il Vietnam (1973), och Al gran sole carico d'amore (1975). Från 1956 och framåt, ökade hans intresse för elektronisk musik, först vid "Elektroakustische Experimentalstudio" i Gravesano (Scherchen). Elektronisk musik finns med i verk som Como una ola de fuerza y luz för sopran, piano, stor orkester och tape (1971-1972), ...sofferte onde serene... för piano och tape (1974-1977) och speciellt i Al gran sole carico d'amore (1972-1975). 
Efter 1980-talet arbetade han vid "Experimentalstudio der Heinrich Strobel-Stiftung des Südwestfunks" i Freiburg im Breisgau, där han beslutsamt vände sig till live-elektronik. Han blev mycket intresserad av ljudets egenskap som sådant. Den nya infallsvinkeln lämnade uppenbara spår i hans senare verk som Quando Stanno Morendeo Diario polacco n° 2 (1982), Guai ai gelidi mostri (1983) och Omaggio a Kurtág (1983), men framförallt i hans sista opera Prometeo (1984). I samma anda komponerade han Fragmente - Stille, an Diotima för stråkkvartett (1980), A Carlo Scarpa, ai suoi possibili infiniti (1984) för mikrotonsstämd orkester, No hay caminos, hay que caminar... Andrei Tarkovski för 7 orkestergrupper (1987), La lontananza nostalgica utopica futura för violin, live-elektronik och tape (1988).